# Lithotrya dorsalis
Lithotrya dorsalis är en kräftdjursart som först beskrevs av Ellis och Daniel Solander 1786.  Lithotrya dorsalis ingår i släktet Lithotrya och familjen Lithotryidae. Inga underarter finns listade i Catalogue of Life.